# Lomographa griseata
Lomographa griseata är en fjärilsart som beskrevs av William Schaus 1901. Lomographa griseata ingår i släktet Lomographa och familjen mätare. Inga underarter finns listade i Catalogue of Life.